# Jodhpurs

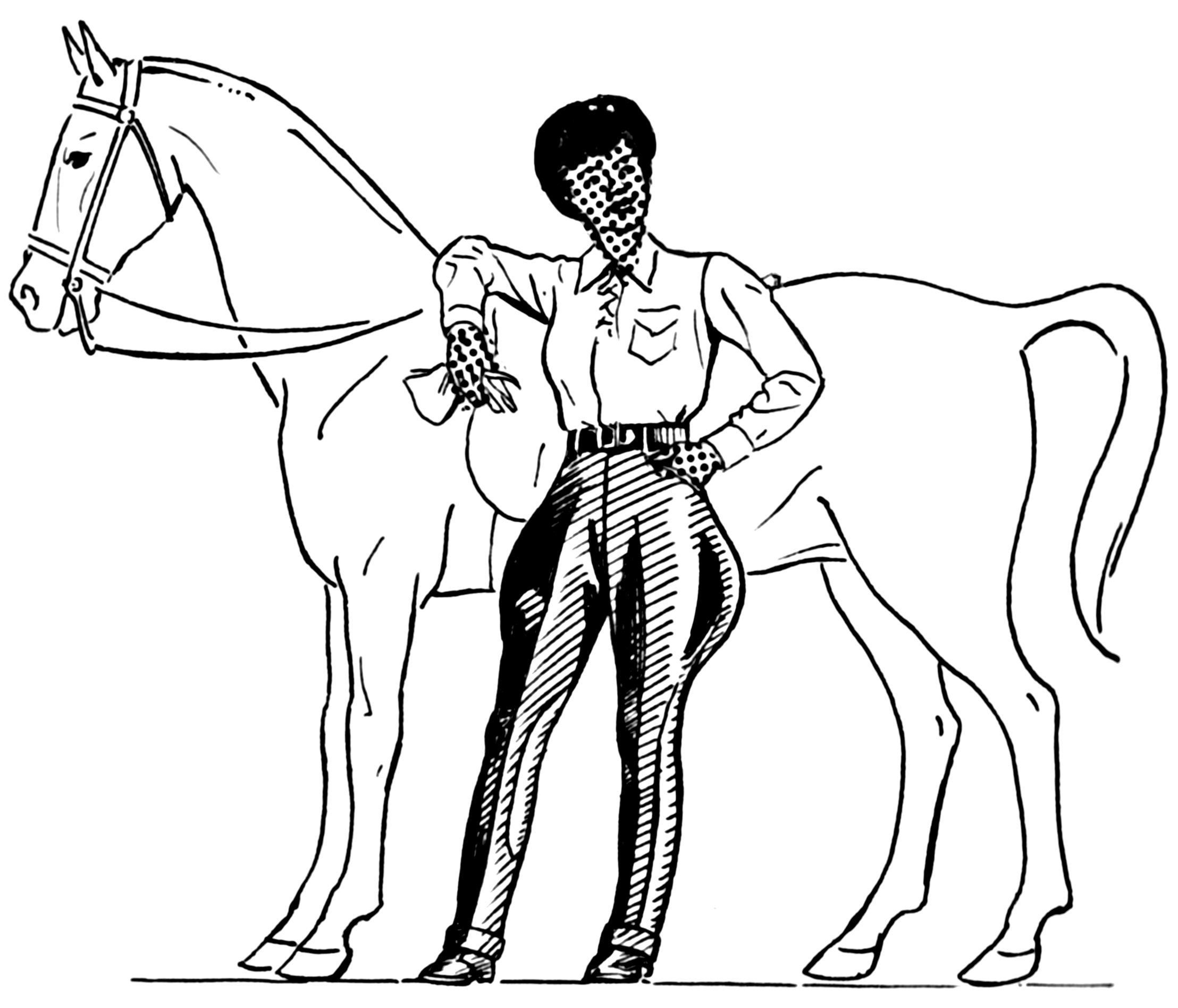
Klassisch geschnittene Jodhpur-Reithose

Die Jodhpurs oder Jodhpurhosen (nach der indischen Stadt Jodhpur) sind eine knöchellange Reithose, die meist an der Innenseite mit einem abriebfesten Material (z. B. Leder) verstärkt ist. Wo die Hosen über die Halbstiefel fallen, sind sie etwas weiter geschnitten. Jodhpurs werden im Gegensatz zu anderen Reithosen nicht mit Schaftstiefeln, sondern mit Halbstiefeln (so genannte Jodhpur-Stiefel) getragen. Sie werden häufig im Bereich der Freizeitreiterei eingesetzt.
Jodhpurs entwickelten sich zu Beginn des 20. Jahrhunderts aus indischen Reithosen, wie sie im indischen Fürstenstaat Jodhpur getragen wurden. Die dort stationierten Briten übernahmen sie sowohl als ideale Reithose fürs Polo als auch Bekleidung für die in Indien stationierte Kavallerie. Diese ursprünglichen Jodhpurhosen waren vom Knie aufwärts sehr weit geschnitten, vom Knie abwärts eng. Entsprechend diesen Hosen werden heute in der Modebranche ähnlich geschnittene Hosen als Jodhpurhosen bezeichnet. Moderne Jodhpur-Reithosen sind dagegen gerade geschnitten.

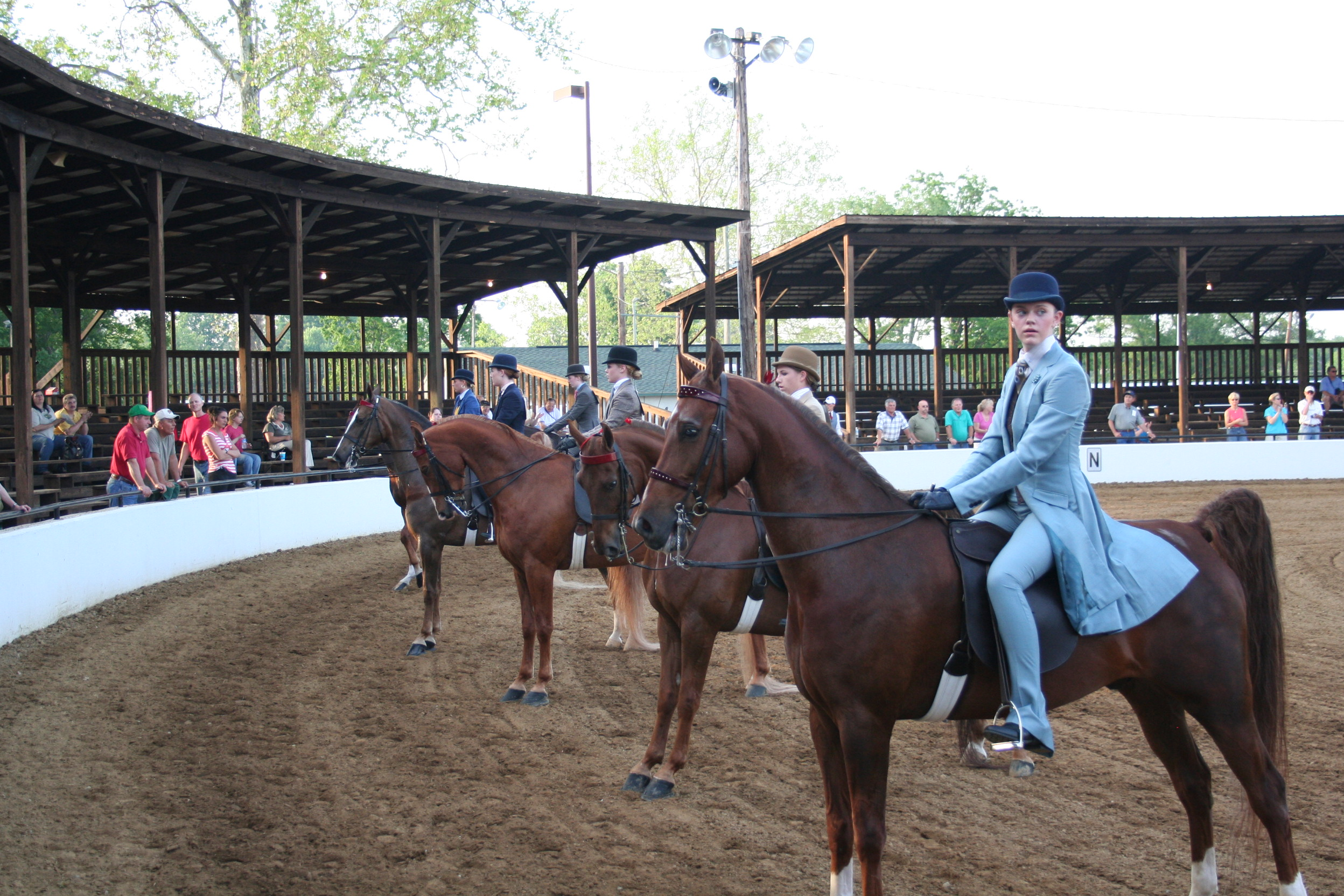
Kentucky Jodhpurs

Kentucky Jodhpurs werden bei American Saddlebred Shows getragen. Sie sind anliegend, sehr lang und haben einen Steg unter dem Fuß, um zu vermeiden, dass das Hosenbein hochrutscht. Sie werden am Knöchel weiter und passen so über die Jodhpur-Stiefeletten. Auf der Rückseite ist das Hosenbein länger, damit das Bein länger wirkt.